# Murīdūn
Los murīdūn ('discípulos') fueron una orden sufí andalusí que se rebeló la dinastía almorávide en 1141 y creó una taifa en Mértola en el Algarve que duró de 1144 a 1151.
El fundador y líder de los murīdūn fue Abūʾl-Qāsim Aḥmad ibn al-Ḥusaīn ibn Qasī, un converso mozárabe de la ciudad de Silves en el oeste de al-Ándalus. Entre sus seguidores se encontraron Muḥammad ibn ʿUmar ibn al-Mundhir, corresponsal del reputado intelectual Ibn al-ʿArīf de Almería en la costa oriental de al-Ándalus. En 1141, alarmadas por el auge de las enseñanzas sufíes en Almería, las autoridades almorávides arrestaron a Ibn al-ʿArīf y su colaborador Ibn Barrayān. El primero sería liberado, mientras que el segundo fue encarcelado y murió en prisión. Pese a ser liberado Ibn al-ʿArīf murió de repente, rumoreándose su envenenamiento. Descabezado, el movimiento sufí de Almería, convenció a Ibn Qasī de actuar. Ibn Qasī se proclamó imán y animó a sus seguidores, los murīdūn, a rebelarse abiertamente.
En los comienzos de su rebelión, Ibn al-Mundhir tomó la ciudad de Silves, lo que fue seguido por la deserción a favor de los rebeldes de Sīdray ibn Wazīr, el gobernador de Beja. Uniendo sus fuerzas, Ibn al-Mundhir y Ibn Wazīr capturaron el fuerte de Monchique y ejecutaron a la guarnición. El punto culminante de la rebelión ocurrió el 12 de agosto de 1144, cuándo una fuerza de setenta murīdūn capturó la ciudad de Mértola, que convirtieron en su capital. Yūsuf ibn Aḥmad al-Biṭrūjī, gobernador de Niebla, se unió entonces a los murīdūn.
Desde esa base los murīdūn lanzaron un ataque contra Sevilla, pero fueron derrotados por el general almorávide Yaḥyā ibn ʿAlī ibn Ghānīya. El contraataque almorávide fue abortado por la rebelión de Ibn Ḥamdīn en Córdoba, pero logró causar un cisma entre los murīdūn entre  Ibn Qasī y Ibn al-Mundhir, por un lado, e Ibn Wazīr. En septiembre de 1145, Ibn Qasī marchó a Marrakesh para pedir apoyo del califa almohade, enemigo de los almorávides. Regresó al Algarve en el verano de 1146 con soporte apoyo almohade pero rechazó someter a los murīdūn a su control. Buscando auxilio de estos, negoció entregar Silves a los cristianos, lo que provocó que los habitantes de la ciudad le asesinaran en su spalacio en agosto o septiembre de 1151. Ibn al-Mundhir cedió entonces, poniendo la localidad bajo control almohade.